# Andrew Comrie-Picard
Andrew Comrie-Picard, dit ACP, né le 28 avril 1971 dans l'Alberta, est un pilote de rallyes canadien de Toronto (Ontario).

## Biographie
Il commença par des compétitions anglaises de rallyes sur Lada alors qu'il étudiait à Oxford en vue de devenir avocat à New York (carrière rapidement abandonnée, pour vivre de sa passion des sports mécaniques).
Il est également journaliste automobile, et a fait de nombreuses apparitions à la télévision canadienne, entre autres en commentant le championnat du Canada des rallyes.

## Palmarès
- Coupe d'Amérique du Nord des rallyes Toutes Catégories: 2009 (sur Mitsubishi Lancer Evo IX);
  - 3e du Championnat des États-Unis Rally America: 2009.

### Victoires en championnat des États-Unis
- Sno*Drift Rally: 2006;
- Colorado Rally: 2009;
- Oregon Trail Rally: 2010 (et 1er classe deux roues motrices en 2011);

### Victoires en championnat du Canada
- Rallye Perce-Neige: 2007 et 2009;

(nb: l'année de son titre noraméricain, il se classe également 2e aux rallyes Rocky Mountain (Canada), Tall Pines (Canada), 100 Acre Wood (USA), et Olympus (USA))

### Victoires et podiums notable
- Rallye de Terre-Neuve: 2008 et 2012 (Mitsubishi Lancer Evo IX et X);
- Médaille de bronze aux ESPN's X-Games en 2010 (XVIe édition, et participations annuelles depuis l'introduction des rallyes aux XIIe X-Games en 2006).